# Last Resort (Fernsehserie)
Last Resort ist eine US-amerikanische Militär- und Dramaserie, die 2012 in den USA von Sony Pictures Television für den US-Fernsehsender ABC produziert wurde. Die Premiere fand am 27. September 2012 bei der ABC statt.
Am 16. November 2012 gab ABC bekannt, dass man keine weitere Staffel produzieren lässt.

## Handlung
In der Fernsehserie geht es um die Besatzung eines fiktiven U-Boots der Ohio-Klasse, der „USS Colorado“. Als das mit Atomraketen bewaffnete Boot den Äquator überquert und kurz zuvor eine Gruppe Navy Seals aufgenommen hat, erhält der Kapitän den Befehl, vier Trident-Raketen auf Pakistan abzuschießen. Da der Befehl auf einem Kanal eintrifft, der nur benutzt werden sollte, wenn die Standardkanäle der Streitkräfte der USA zerstört sind, zweifelt Kapitän Marcus Chaplin an der Authentizität des Befehls und verlangt eine Bestätigung auf einem Standardkanal. Daraufhin wird er seiner Amtsgewalt als Kapitän des U-Bootes enthoben. Als auch der Erste Offizier als neuer Kapitän den Befehl verweigert, wird die „USS Colorado“ von einem eigenen U-Boot beschossen und beschädigt. Die Besatzung findet mit dem U-Boot Zuflucht auf einer kleinen, bewohnten Insel im Indischen Ozean, die als NATO-Außenposten dient, während ein anderes U-Boot zwei Atomraketen auf Pakistan abfeuert.
Chaplin versucht herauszufinden, aus welchen Regierungskreisen der Befehl kam. Um bis dahin ohne Einschränkung zu bleiben, droht er mit der nuklearen Vernichtung Washingtons, falls die Insel angegriffen werden sollte. Er erklärt eine 200-Meilen-Schutzzone um die Insel, wobei dem U-Boot hilft, dass es über ein neuartiges Radarabwehrsystem verfügt, bei dessen Einsatz es für gegnerische Streitkräfte unter Wasser unsichtbar ist. Während die Mannschaft mit internen Problemen zu kämpfen hat und mehrere Besatzungsmitglieder rebellieren, versucht man in Washington – auch über Verwandte – an Besatzungsmitglieder heranzukommen. Chaplin hat zunehmend Probleme, die Mannschaft unter Kontrolle zu halten. Auch die Russen, Chinesen und die CIA versuchen Einfluss auf das Geschehen zu nehmen, wodurch es zu mehreren zusätzlichen Konflikten und Konfrontationen kommt.

## Besetzung und Synchronisation

### Hauptdarsteller
| Schauspieler/in   | Rollenname                                        | Synchronsprecher/in      | Beschreibung |
| ----------------- | ------------------------------------------------- | ------------------------ | --- |
| Andre Braugher    | Kapitän Marcus Chaplin                            | Engelbert von Nordhausen | |
| Scott Speedman    | Executive Officer (XO) Sam Kendal                 | Dennis Schmidt-Foß       | Erster Offizier des U-Bootes                                                                                     |
| Daisy Betts       | Lieutenant Grace Shepard                          | Julia Kaufmann           | Navigatorin des U-Bootes und Tochter von Rear Admiral Arthur Shepard (ein sehr guter Freund von Kapitän Chaplin) |
| Robert Patrick    | Command Master Chief Petty Officer Joseph Prosser | Peter Reinhardt          | Chief of the Boat (COB) der USS Colorado                                                                         |
| Camille De Pazzis | Sophie Girard                                     |                          | französische Leiterin der NATO Kommunikationseinrichtung                                                         |
| Dichen Lachman    | Tani Tumrenjack                                   |                          | Besitzerin der Sainte Marina Bar                                                                                 |
| Daniel Lissing    | Petty Officer James King                          | Sebastian Schulz         | U.S. Navy SEAL                                                                                                   |
| Sahr Ngaujah      | Julian Serrat                                     | Matti Klemm              | einer von den örtlichen Tyrannen auf Sainte Marina                                                               |
| Autumn Reeser     | Kylie Sinclair                                    | Dascha Lehmann           | eine Lobbyistin des Waffen produzierenden Familienunternehmen in Washington                                      |
| Jessy Schram      | Christine Kendal                                  | Magdalena Turba          | Ehefrau von Lieutenant Commander Sam Kendal                                                                      |

### Nebendarsteller
| Schauspieler/in  | Rollenname                                      | Synchronsprecher/in | Beschreibung                                                                                              |
| ---------------- | ----------------------------------------------- | ------------------- | --- |
| Michael Ng       | Sonar Chief Petty Officer Cameron Pitts         | Bernhard Völger     | |
| Jessica Camacho  | Petty Officer First Class Pilar Cortez          | Nadine Leopold      | |
| Will Rothhaar    | Petty Officer Josh Brannan                      | Tobias Müller       | |
| Daniel Bess      | Communications Officer, Lieutenant Chris Cahill | Felix Spieß         | |
| Michael Mosley   | Senior Chief Petty Officer Hal Anders           | Gerrit Schmidt-Foß  | |
| Michael King     | Petty Officer Kevin Hawkes                      | Tino Kießling       | |
| Omid Abtahi      | Nigel                                           | Nico Mamone         | ein NATO-Überwachungstechniker                                                                            |
| Bruce Davison    | Rear Admiral Arthur Shepard                     | Frank-Otto Schenk   | Lieutenant Grace Shepards Vater                                                                           |
| Jay Karnes       | William Curry                                   | Oliver Feld         | zunächst als stellvertretender Verteidigungsminister eingeführt, dann befördert zum Verteidigungsminister |
| Ernie Hudson     | Conrad Buell                                    | Tilo Schmitz        | der Sprecher des Repräsentantenhauses                                                                     |
| Jay Hernández    | Paul Wells                                      | Robin Kahnmeyer     | ein US-Regierungs-Rechtsanwalt                                                                            |
| Gideon Emery     | Booth                                           | Tobias Kluckert     | ein CIA-Agent                                                                                             |
| David Rees Snell | Petty Officer Barry Hopper                      |                     | ein U.S. Navy SEAL                                                                                        |
| Chin Han         | Zheng Min                                       | Frank Schaff        | ein chinesischer Gesandter                                                                                |
| Michael Gaston   | Bennett Sinclair                                | Stefan Staudinger   | ein Unternehmer und Kylies Vater                                                                          |

## Produktion und Ausstrahlung

### Vereinigte Staaten
ABC gab Januar 2012 grünes Licht für den Start der Dreharbeiten. Die Serie wurde in Oʻahu, Hawaii, gedreht und von Sony Pictures Television produziert. Zunächst wurden dreizehn Episoden bestellt, und am 19. Oktober 2012 bestellte ABC zwei weitere Drehbücher für die Serie.
Am 16. November 2012 kündigte ABC an, dass sie keine volle Staffel mehr bestellen wird, aber die dreizehn Episoden werden zu Ende ausgestrahlt und die zwei zusätzlichen Skripte werden trotzdem weiter hergestellt.
Am 21. November 2012 planten die Produzenten die letzte Folge als Serienfinale um.
Die Fernsehserie wurde vom 27. September 2012 bis zum 24. Januar 2013 ausgestrahlt.

### Deutschland
Für Deutschland hatte sich die ProSiebenSat.1 Media die Ausstrahlungsrechte gesichert. Auf dem dazugehörigen frei empfangbaren Sender ProSieben Maxx wurde die Serie ab dem 2. Oktober 2013 im Dreierpack / Zweierpack in englischer Sprache mit deutschen Untertiteln gezeigt. Eine kurze Ausstrahlung der synchronisierten Fassung lief am 7. Oktober 2013 mit drei Folgen am Stück in der Nacht von Sonntag auf Montag auf ProSieben.

### Österreich
In Österreich wird die Serie seit dem 2. Oktober 2013 beim Sender ORF eins ausgestrahlt.

### International
Unter anderem wurde die Serie in Kanada, Italien, Großbritannien, Irland, Dänemark, Bulgarien, Brasilien und Australien ausgestrahlt. In Asien und Lateinamerika wurde die Serie auch ausgestrahlt.

## Episodenliste
| Nr. | Deutscher Titel          | Originaltitel                  | Erstausstrahlung USA | Deutschsprachige Erstausstrahlung (A/D) |
| --- | ------------------------ | ------------------------------ | -------------------- | --------------------------------------- |
| 1   | Der Befehl               | Captain                        | 27. Sep. 2012        | 2. Okt. 2013                            |
| 2   | Bruder gegen Bruder      | Blue on Blue                   | 4. Okt. 2012         | 7. Okt. 2013                            |
| 3   | Blockade                 | Eight Bells                    | 11. Okt. 2012        | 7. Okt. 2013                            |
| 4   | Bleiben oder gehen?      | Voluntold                      | 18. Okt. 2012        | 23. Okt. 2013                           |
| 5   | Die verdammte Wahrheit   | Skeleton Crew                  | 25. Okt. 2012        | 30. Okt. 2013                           |
| 6   | Der tiefe Schlaf         | Another Fine Navy Day          | 8. Nov. 2012         | 6. Nov. 2013                            |
| 7   | Der Schlüssel            | Nuke It Out                    | 15. Nov. 2012        | 20. Nov. 2013                           |
| 8   | Das Urteil               | Big Chicken Dinner             | 29. Nov. 2012        | 4. Dez. 2013                            |
| 9   | Todfeinde                | Cinderella Liberty             | 6. Dez. 2012         | 18. Dez. 2013                           |
| 10  | Die rote Flagge          | Blue Water                     | 13. Dez. 2012        | 8. Jan. 2014                            |
| 11  | Torpedo unterwegs!       | Damn the Torpedoes             | 10. Jan. 2013        | 15. Jan. 2014                           |
| 12  | Putsch                   | The Pointy End of the Spear    | 17. Jan. 2013        | 22. Jan. 2014                           |
| 13  | Wiedersehen in der Hölle | Controlled Flight Into Terrain | 24. Jan. 2013        | 29. Jan. 2014                           |

## Kritik
Die erste Staffel der Serie hat bei Metacritic ein Metascore von 74/100 basierend auf 31 Rezensionen.